# Nebenerwerbsbetrieb
Ein Nebenerwerbsbetrieb ist, im Gegensatz zum Haupterwerbsbetrieb, ein landwirtschaftlicher Familienbetrieb, der nebenberuflich bewirtschaftet wird. Als Nebenerwerbsbetrieb gelten Betriebe mit weniger als 0,75 Voll-Arbeitskräften. Bei Betrieben mit 0,75 bis 1,5 Voll-Arbeitskräften ist das Gesamteinkommen für die Einordnung entscheidend: Wird weniger als 50 % des Gesamteinkommens mit dem landwirtschaftlichen Betrieb erwirtschaftet, gilt er als Nebenerwerbsbetrieb. 
In den ländlich geprägten Regionen der Mittelgebirge mit mittlerem Bodenertrag und Realteilung war dies die überwiegende Form der Landwirtschaft bis hinein in die zweite Hälfte des vorigen Jahrhunderts. Der Hofinhaber benötigte einen zweiten Beruf, damit er seine Familie ernähren konnte. Die Mithilfe der Kinder war dabei selbstverständlich, das war überwiegend Kinderarbeit. Kinder sind, solange sie dem elterlichen Hausstand angehört und von den Eltern erzogen oder unterhalten werden, verpflichtet, .. den Eltern in ihrem Hauswesen und Geschäft Dienste zu leisten, § 1619 BGB.
Der Anteil der Nebenerwerbslandwirte, der sogenannten Feierabendbauern, liegt heute in Deutschland mit regionalen Unterschieden bei rund 60 Prozent. Besonders stark vertreten ist der Nebenerwerbsbetrieb im Weinbau bei Genossenschaftsanschluss.
In Nebenerwerbsbetrieben werden knapp 10 Prozent der landwirtschaftlichen Produktion erzeugt. Nebenerwerbsbetriebe sind keine Übergangslösung, sondern eine feste Größe in der Agrarstruktur.